# Страж на Ниси
Страж на Ниси (чеш. Stráž nad Nisou) је насељено мјесто са административним статусом сеоске општине (чеш. obec) у округу Либерец, у Либеречком крају, Чешка Република.

## Становништво
Према подацима о броју становника из 2014. године насеље је имало 2.263 становника.